# Volvo C30

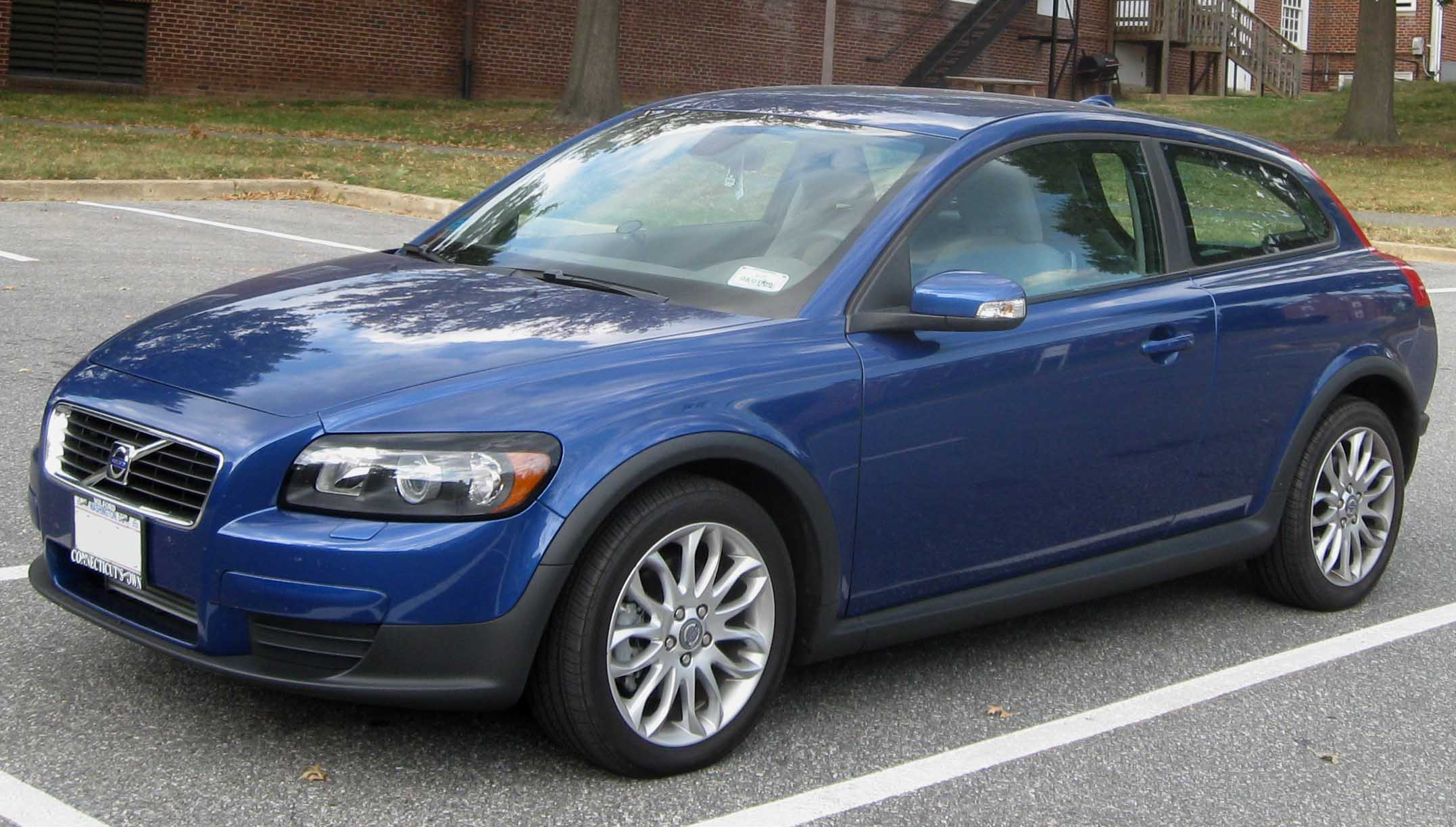
Volvo C30 T5 de 2008

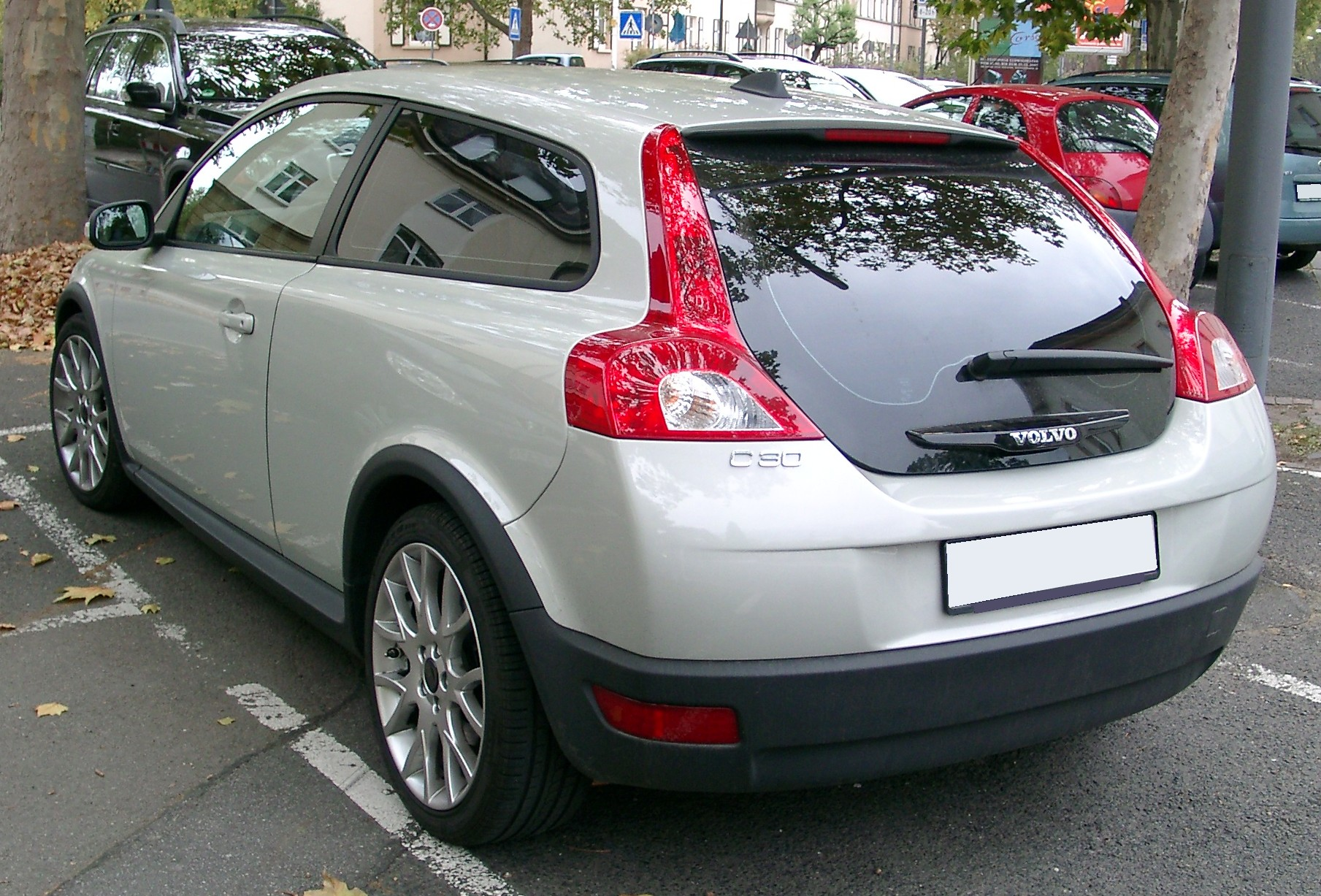
Part posterior C30

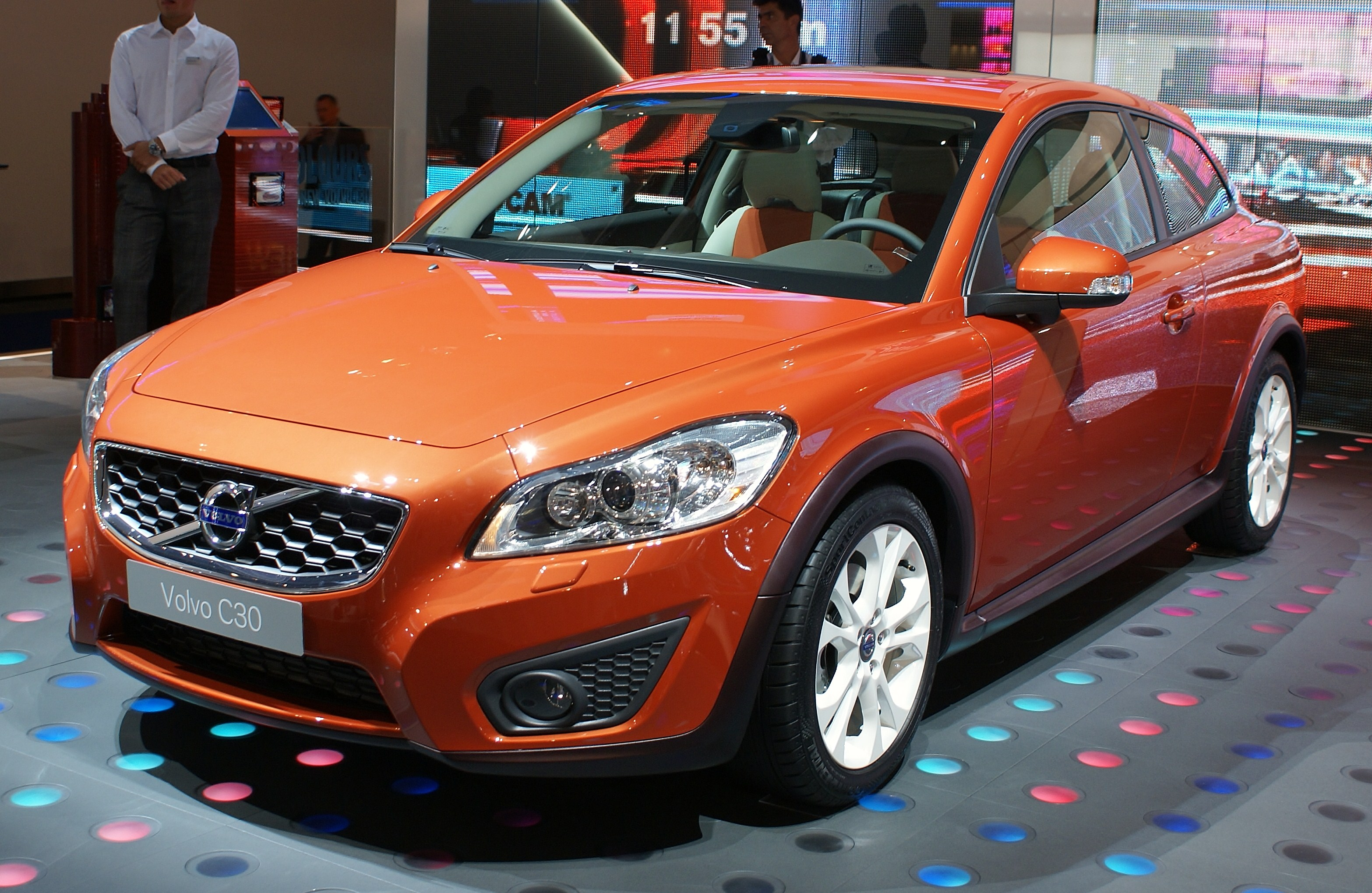
Facelift del Volvo C30 de 2010

El Volvo C30 és un automòbil de turisme del segment C produït pel fabricant suec Volvo des del 2006 fins al 2013. Va ser creat a partir del prototip Volvo SCC. És un cotxe amb porta posterior de tres portes i quatre places individuals que pretén competir contra els models d'alta gamma del segment, els Audi A3, BMW Sèrie 1, Mercedes-Benz Classe CLC i Volkswagen Scirocco.
El C30 estava dirigit al conductor urbà de fins a trenta anys i de família petita, destinat també per a joves amb el carnet recentment tret.

## Característiques
El C30 estava basat en els Volvo S40 i Volvo V50, que corresponen a les versions sedan i familiar respectivament. El seu frontal i la consola central són pràcticament idèntiques a la d'ells. La porta posterior de vidre negre és una herència de models anteriors de Volvo, com el 480 i el P1800ES.
Va sortir al mercat a Espanya amb preus a la franja entre els 20.500 i els 37.000 €. El seu motor dièsel 2.4 de cinc cilindres i 180 CV de potència màxima superen al quatre cilindres 2.0 de 170 CV del Grup Volkswagen com el més potent del segment C.
Mai va ser un gran èxit de vendes, degut en part a la maleta, que era força petita, i a les seves quatre places homologades, fet que el deixaven endarrere en practicitat en comparació amb vehicles del segment de gamma alta alemany.

## Antecedents
El model que anteriorment ocupava el lloc del C30 al catàleg de la marca era el 480ES, que es va deixar de fabricar el 1995. Aquest, al seu torn va ser hereu de l'anterior 1800.

## Motoritzacions

### Gasolina
- 1.6 litres, 4 cilindres, 100 CV
- 1.8 litres, 4 cilindres, 125 CV
- 1.8f litres, 4 cilindres, 125 CV (gasolina i bioetanol)
- 2.0 litres, 4 cilindres, 145 CV
- 2.4 litres, 5 cilindres, 170 CV
- 2.5 litres, 5 cilindres turbo 220 CV (T5)
- 2.5 litres, 5 cilindres turbo 310 CV (R)

### Turbodièsel
- 1.6 litres, 4 cilindres, 109 CV
- 2.0 litres, 4 cilindres, 136 CV
- 2.4 litres, 5 cilindres, 180 CV (D5)